# Élections municipales de 2025 à Trois-Rivières
Conformément à la Loi sur les élections et les référendums dans les municipalités, les prochaines élections générales municipales auront lieu le 2 novembre 2025 au Québec. Cette loi prévoit des élections générales municipales dans toutes les municipalités de la province, tous les quatre ans, le premier dimanche de novembre.

## Contexte
Trois-Rivières faisait partie des 21 municipalités du Québec sélectionnées pour participer au projet pilote de vote par Internet à l’occasion des élections municipales à l’automne 2025. Élections Québec a du mettre un terme au projet. L’accompagnement d’une firme fiable et sécuritaire était nécessaire pour le projet, car les exigences étaient élevées pour garantir l’intégrité du processus de vote. Cependant, le processus de sélection de la firme s’est avéré infructueux. Les travaux entourant le projet de vote par Internet seront remis à une date ultérieure.
En décembre 2024, Jean Lamarche annonce qu'il ne sollicitera pas un nouveau mandat à la mairie de Trois-Rivières. Il souhaite tourner la page sur la vie politique municipale. Jean Lamarche a été élu au poste de maire pour la première fois lors d’une élection partielle en mai 2019. Il a ainsi succédé à Yves Lévesque, le seul maire que la Ville fusionnée de Trois-Rivières avait connu. Élu pour la première fois en 2019 avec 54,9 % des voix face à Jean-François Aubin (33,5 %), Éric Lord (10,7 %) et Pierre-Benoît Fortin (0,9 %), il avait été réélu en 2021 avec une majorité accrue de 61,49 % des voix contre Valérie Renaud-Martin (37,00 %) et Gilles Brodeur (1,52 %).
À Trois-Rivières, deux partis municipaux sont officiellement reconnus par Élections Québec. Action Trois-Rivières, dirigé par Jean-Claude Ayotte, a été autorisé le 15 mars 2021, tandis que Trois-Rivières Ville Forte, mené par Pascale Albernhe-Lahaie, a été autorisé plus récemment, le 14 novembre 2024. Au 1er juillet 2025, le parti Trois-Rivières Ville Forte a déjà annoncé 12 candidates et candidats dans 12 des 14 districts de la ville. Pour sa part, aussi en date du 1er juillet 2025, Action Trois-Rivières n’a aucun candidat d'annoncé, ni au poste de maire, ni dans aucun district comme conseiller. Le chef ou la chef sera choisi parmi les membres d'Action Trois-Rivières, donc il y aura une course à la chefferie si plusieurs personnes sont intéressées à poser leur candidature.

## Candidatures officiellement déclarées

### Pascale Albernhe-Lahaie
Pascale Albernhe-Lahaie, originaire de Trois-Rivières, est une sexologue, psychothérapeute et politicienne engagée dans le développement de sa communauté. Elle est titulaire d’un baccalauréat en sexologie (2005) de l’UQAM, de deux maîtrises en sexologie – l’une en recherche-intervention (2010) et l’autre en profil clinique (2013-2016) – ainsi que d’un microprogramme en philosophie pour enfants (2013-2014) de l’Université Laval.
De 2007-2010, Pascale Albernhe-Lahaie commence sa carrière en tant qu’intervenante psychosociale au CAVAC de Montréal, où elle offre un soutien immédiat aux victimes d’actes criminels. Parallèlement, elle travaille auprès de femmes victimes de violence conjugale et leurs enfants à la Maison d’hébergement Esther de 2009 à 2011. Elle devient ensuite agente de relations humaines à la ligne Info-Social pour le CSSS Nicolet-Yamaska-Bécancour de mars à mai 2011, puis intervenante scolaire à l’école secondaire Nikanik de Wemotaci de 2011 à 2013, où elle coordonne les volets prévention et gestion de crise.
Après avoir terminé sa maîtrise clinique, Pascale Albernhe-Lahaie intègre le CIUSSS de la Mauricie et du Centre-du-Québec comme stagiaire en sexologie clinique de 2015 à 2016, puis y exerce comme sexologue et psychothérapeute dès 2020, offrant des services en réadaptation pour les usagers ayant une déficience physique. Simultanément, elle devient copropriétaire de la Clinique de Psychologie et Sexologie de la Mauricie en 2016, où elle pratique la psychothérapie individuelle et de couple, développe des programmes de prévention et agit comme formatrice et conférencière.
Depuis 2018, Pascale Albernhe-Lahaie est chargée de cours au Département de psychologie de l’UQTR. En 2021, elle est élue conseillère municipale du district des Rivières à Trois-Rivières. Elle siège au Comité Assurer la gestion des eaux et de l’environnement, au Comité Assurer la mobilité durable dans la ville ainsi qu’à la Table régionale en mobilité durable.
Pascale Albernhe-Lahaie a été reconnue par le Secrétariat à la condition féminine avec le Prix Égalité (2008) pour son engagement à travers le Magazine Authentik.
Le 28 novembre 2024, elle se lance dans la course à la mairie de Trois-Rivières. Elle devient la cheffe du parti Trois-Rivières ville forte.

### Jean-François Aubin
Jean-François Aubin est diplômé de l'Université du Québec à Trois-Rivières (UQTR), où il a obtenu un certificat de deuxième cycle en intervention sociocommunautaire en 2008. Dès les années 1980, il s'engage activement dans le milieu communautaire en tant qu'agent de liaison national pour la Jeunesse étudiante catholique de 1986 à 1989, avant de devenir directeur du Regroupement des groupes populaires en alphabétisation du Québec de 1990 à 1995.
En 1996, Jean-François Aubin est nommé directeur d’ECOF – Corporation de développement économique et communautaire de Trois-Rivières, un poste qu’il occupe jusqu’en 2001. Il prend ensuite les rênes de la Démarche des premiers quartiers de Trois-Rivières, où il agit comme directeur depuis 2001. Depuis 2009, il est également responsable des relations internationales pour le Chantier de l'économie sociale.
Jean-François Aubin a fait ses débuts en politique municipale en 2013, lorsqu'il est élu conseiller municipal du district de Marie-de-l’Incarnation à Trois-Rivières, un mandat qu'il exerce jusqu'en 2017. Il se présente ensuite à deux reprises à la mairie de Trois-Rivières, en 2017 et 2019, sans succès. En 2017, il obtient 44,7 % des votes, perdant face à Yves Lévesque, et en 2019, il récolte 33,5 % des suffrages contre Jean Lamarche. Après sa défaite en 2019, il annonce qu’il tire un trait sur la politique municipale.
En janvier 2025, il annonce sa candidature à la mairie de Trois-Rivières pour les élections municipales prévues en novembre 2025. Il met en avant sa vision axée sur la protection des milieux humides, la démocratisation des services municipaux et une meilleure gestion des taxes et dépenses publiques.
Depuis 2014, Jean-François Aubin est enseignant au Cégep de Trois-Rivières, où il partage son expérience et ses connaissances en gestion et développement social. En parallèle, il est actif dans plusieurs organisations, notamment comme administrateur au Centre local de développement (CLD) de Francheville, membre du comité de déontologie et d’éthique de la Caisse d'économie solidaire Desjardins et administrateur du Réseau d'investissement social du Québec (RISQ).
Le 12 janvier 2023, Jean-François Aubin est suspendu temporairement de son poste de chroniqueur à l’émission Toujours le matin de Radio-Canada Mauricie – Centre-du-Québec. Cette décision fait suite à sa participation à la rédaction d’une lettre ouverte critiquant le projet d’agrandissement du parc industriel Carrefour 40-55 et les conséquences environnementales associées, notamment sur les milieux humides. Il retrouve son micro le 22 janvier 2023.

### Dany Carpentier
Natif de Trois-Rivières et détenteur d'un baccalauréat en loisir, culture et tourisme (2009) de l'Université du Québec à Trois-Rivières, Dany Carpentier poursuit actuellement une maîtrise en communication sociale afin d'aborder l'accessibilité sociale. Conseiller municipal depuis 2018, il a annoncé sa candidature à la mairie de Trois-Rivières le 30 janvier 2025. Au cours des 8 dernières années au conseil de ville il a abordé plusieurs dossiers majeurs : logement et propriété, urbanisme et développement, transport et circulation, environnement et espaces publics ainsi que gouvernance et participation citoyenne.
Il a également été l'instigateur de plusieurs initiatives, que ce soit le dépôt d'une résolution pour le financement du nouveau poste de police par le gouvernement provincial, la mise-en-place d'un comité sur la qualité de l'air ou encore le réaménagement de la côte de l'hôpital Cooke. En plus de ses implications professionnelles, Dany Carpentier est également président du conseil d'administration de l'organisme Communagir et membre du conseil d'administration de la société de développement commercial du centre-ville.

### Jonathan Bradley
Il a annoncé sa candidature le 5 mai dernier. Jonathan Bradley est un fier Trifluvien, où il réside toujours avec sa famille. Détenteur de diplômes en éducation et en administration scolaire de l’Université du Québec à Trois-Rivières (UQTR), il est père de deux enfants, passionné de musique, amateur de sport et très engagé dans sa communauté.
Conseiller municipal du district de Richelieu, il assume également la présidence du comité de la sécurité depuis 2021 et du comité de la toponymie depuis 2023. Parallèlement, il siège activement au conseil d’administration de l’Association mauricienne des directeurs d’école (AMDE) du Centre de services scolaire du Chemin-du-Roy. Reconnu pour son écoute, sa capacité d’adaptation, sa créativité et son leadership, Jonathan privilégie l’action et croit fermement en la collaboration pour faire progresser les organisations. Le bien-être de ses concitoyens et de ses collègues est au cœur de son engagement.
Quelques faits saillants : 40 ans d’engagement dans le district de Richelieu, 26 ans d’expérience dans le milieu de l’éducation, 18 ans à titre de gestionnaire scolaire, directeur de l’école du Bois-Joli (2013 à 2018), directeur de l’école secondaire des Pionniers (2018 à 2024), directeur de l'école secondaire Chavigny (depuis 2024) et 5 années d’expérience en enseignement à l’étranger (Nouvelle-Écosse et Louisiane).

## Candidatures retirées
- Catherine Gaudreault, ancienne animatrice de radio et chroniqueuse pour Le Nouvelliste[19]

## Positions politiques
Voici les positions politiques des candidats officiellement déclarés dans la course à la mairie de Trois-Rivières.
| Enjeu | Pascale Albernhe-Lahaie | Jean-François Aubin |
| --- | --- | --- |
| Services municipaux | Pascale Albernhe-Lahaie propose d'améliorer le déneigement des trottoirs, particulièrement devant les écoles primaires, une initiative qui a été refusée dans le budget de 2025. | Jean-François Aubin s’engage à améliorer le service 3-1-1, à déneiger davantage les trottoirs et à développer des services adaptés aux besoins des jeunes et des familles. |
| Gestion budgétaire | Pascale Albernhe-Lahaie déplore que le budget 2025, d’un montant de 384,4 millions de dollars, ait été préparé à huis clos par seulement cinq membres du comité exécutif, laissant les autres conseillers municipaux avec peu de temps pour l’analyser. Elle estime qu'une journée et demie de discussions budgétaires avec l'ensemble du conseil ne permet pas d’évaluer adéquatement les choix faits ni de garantir la qualité des services offerts aux citoyens. | Jean-François Aubin critique l’augmentation continue des dépenses municipales, notamment les embauches massives de personnel, et propose une révision des priorités pour optimiser les services sans accroître indéfiniment les effectifs. Aubin reconnaît la nécessité pour la Ville de faire des choix budgétaires différents, en renonçant à certaines dépenses, afin de maintenir des hausses de taxes raisonnables malgré l’augmentation générale des coûts. Il considère cette mesure comme essentielle pour soutenir les familles et les contribuables dans un contexte économique difficile. |
| Environnement | | Jean-François Aubin promet de protéger les milieux humides et de privilégier un développement industriel respectueux de l’environnement, notamment en s’opposant à des projets comme l’agrandissement contesté du parc industriel Carrefour 40-55. |
| Paiement des taxes en quatre versements                                                                                | Le 21 janvier 2025, lors d'une séance régulière du conseil municipal, Pascale Albernhe-Lahaie a déposé une résolution pour répartir les versements de la taxe municipale en quatre versements. Le vote a été demandé et la résolution a été refusée par une majorité les conseillères et conseillers municipaux(voir l'échange à 58;00). | Jean-François Aubin propose une réforme du paiement des taxes municipales en permettant leur règlement en quatre versements, une pratique courante dans plusieurs autres villes. Il s’engage également à introduire un plafonnement des hausses de taxes, lié à l’indexation au coût de la vie, pour limiter la pression financière sur les citoyens. |
| Ajout d'une taxe sur l’immatriculation des véhicules afin de financer la Société de transport de Trois-Rivières (STTR) | Pascale Albernhe-Lahaie s’oppose à l’augmentation de la taxe d’immatriculation pour financer la STTR. Elle considère cette mesure comme une solution temporaire, comparable à « un plaster » sur un problème structurel. Selon elle, le manque à gagner découle de l’absence d’un cadre financier stable et à long terme offert par le gouvernement provincial. Elle appelle à un engagement clair de Québec, proposant que le gouvernement finance les sociétés de transport, comme la STTR, à hauteur de 25 % de leur budget. Elle critique la tendance actuelle du gouvernement à dicter l’utilisation de ses fonds, jugeant cela inadéquat pour répondre aux défis présents et futurs, notamment dans le contexte des transformations rapides de la ville et de l’arrivée potentielle d’un TGV. | |
| Gouvernance | | Jean-François Aubin aspire à un conseil municipal capable de débattre sans divisions partisanes. Il rejette les partis politiques municipaux, qu’il juge inefficaces pour surmonter les divisions. |